# 苯呋洛尔
苯呋洛尔（INN：Befunolol）是一种具有内在拟交感活性的β受体阻滞剂，用于治疗开角型青光眼。它还充当β-肾上腺素能受体部分激动剂。苯呋洛尔于1983年由科研药化工（Kakenyaku Kako）在日本推出，商品名为Bentos。